# 荒井村 (福島県安達郡)
荒井村（あらいむら）は福島県安達郡にかつて存在した村である。

## 地理
- 現在の本宮市、旧本宮町の西部に位置する。

## 歴史

### 村域の変遷
- 1889年（明治22年）4月1日 - 町村制施行により、荒井村が単独で村制施行し安達郡荒井村が発足。
- 1954年（昭和29年）3月31日 - 荒井村は本宮町・青田村・仁井田村とともに合併し本宮町が発足。荒井村は消滅。

変遷表
| 1868年 以前 | 1868年 以前    | 明治9年 | 明治22年 4月1日 | 昭和29年 3月31日 | 平成19年 1月1日 | 現在   |
| ----------- | -------------- | ------- | --------------- | ---------------- | --------------- | ------ |
|             | 荒井村         | 荒井村  | 荒井村          | 本宮町           | 本宮市          | 本宮市 |
|             | 仁井田村の一部 | 荒井村  | 荒井村          | 本宮町           | 本宮市          | 本宮市 |

## 人口・世帯

### 人口
総数 [単位： 人]
| 1889年（明治22年） | 816   |
| 1920年（大正 9年） | 1,035 |
| 1947年（昭和22年） | 3,072 |

### 世帯
総数 [単位： 世帯]
| 1920年（大正 9年） | 150 |
| 1947年（昭和22年） | 435 |